# Trałowce projektu 254
Trałowce projektu 254 – seria powojennych trałowców konstrukcji radzieckiej, pierwsze całkowicie powojenne jednostki, jakie weszły w skład sił przeciwminowych Marynarki Wojennej, określane jako typ T-61.

## Historia

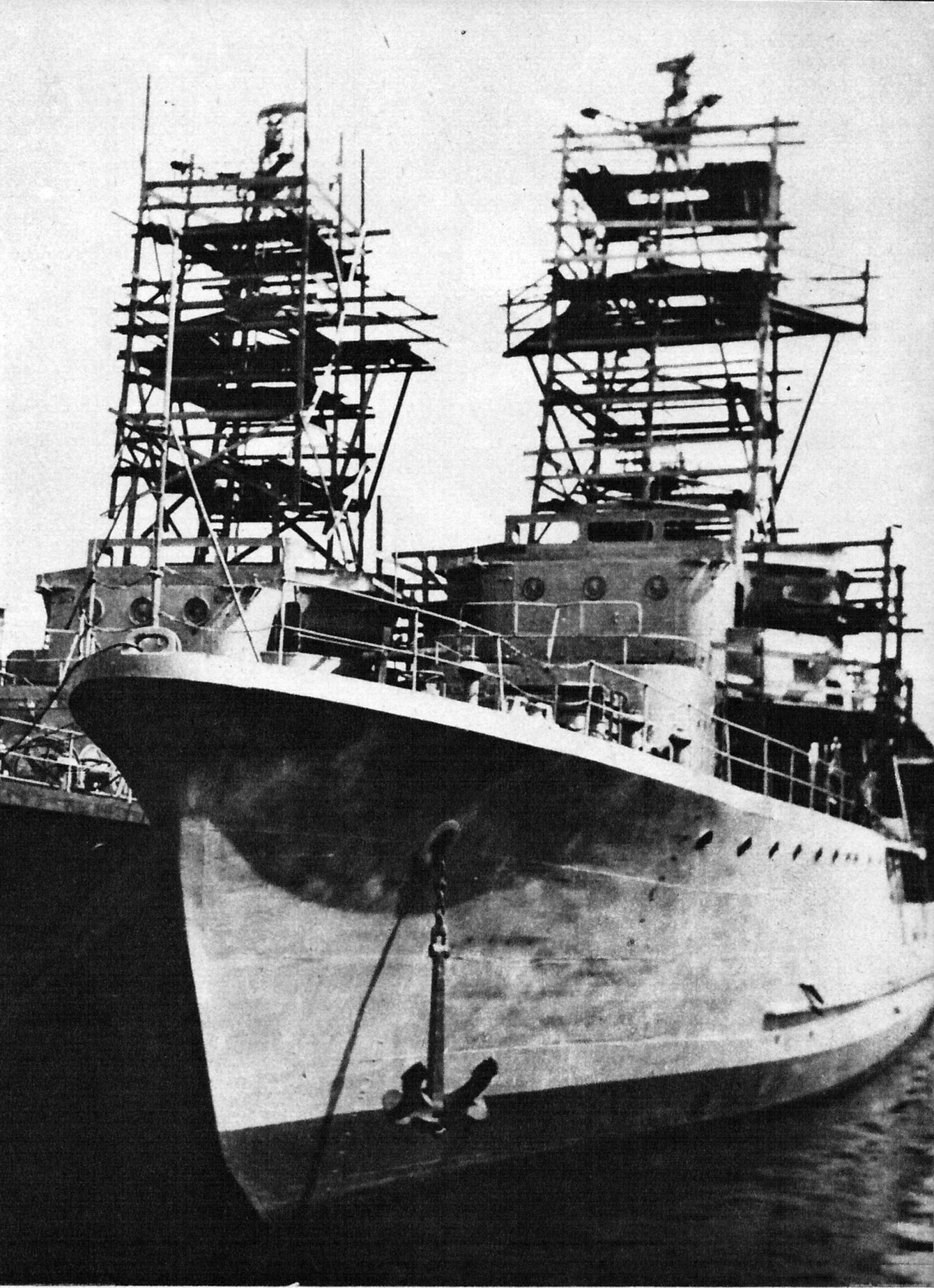
Budowa trałowców proj. 254 w polskiej stoczni

Prace nad pełnomorskim trałowcem bazowym rozpoczęły się w ZSRR w 1943 roku, na bazie doświadczeń z budowy i eksploatacji trałowców projektu 58 i projektu 263. Po zakończeniu wojny zmieniono klasyfikację okrętów na trałowce morskie. Początkowo projektem zajmowało się biuro konstrukcyjne CKB-370, następnie CKB-17, a ostateczną koncepcję jednostki opracowało CKB-363 w 1946 roku. Nowe okręty miały być zdolne do określania granic pól minowych i ich likwidacji, prowadzenia trałowań kontrolnych i rozpoznawczych, torowania przejść w polach minowych, eskortowania za trałami innych jednostek i stawiania min. Dodatkowym wymaganiem była zdolność do wykrywania i niszczenia okrętów podwodnych. W 1947 roku rozpoczęto produkcję seryjną, budując łącznie ok. 180 okrętów w wersjach 254, 254K, 254M i 254A. Pierwszą jednostką przekazaną do służby we Flocie Bałtyckiej był w 1949 był trałowiec MT-49.
Budowane były na licencji w Polsce w dwóch wariantach: projekt 254K i zmodernizowany w Polsce 254M. Trałowce projektu 254K wybudowano w ilości trzech sztuk, natomiast 254M w liczbie dziewięciu. Odbywało się to w latach 1955–1958. Okręty nosiły nazwy ORP Żubr, Tur, Łoś Bizon, Dzik, Bóbr, Rosomak, Delfin, Foka, Mors, Ryś, Żbik. Oprócz Polski okręty na tej licencji były także budowane w Chinach.
Okręty te miały być głównym ogniwem obrony przeciwminowej Marynarki Wojennej w związku z wycofywaniem pozostałych okrętów, przestarzałych i sfatygowanych działaniami wojennymi. Wyposażenie trałowe wszystkich typów składało się z różnorodnych trałów elektromagnetycznych, akustycznych i kontaktowych. Posiadały radar nawigacyjny typu Lin, wymieniony na polski TRN 823, oraz urządzenie rozpoznania "swój-obcy" typu Nikiel-Chrom. Do poszukiwania obiektów podwodnych służyła stacja hydrolokacyjna typu Tamir 11. Ich główne uzbrojenie stanowiły cztery działka przeciwlotnicze 37 mm, oprócz tego jednostki proj. 254K miały osiem karabinów maszynowych kalibru 12,7 mm, a 254M cztery działka kalibru 25 mm na podwójnych podstawach 2M-3M i cztery wkmy 14,5 mm KPWT. Okręty te miały ponadto możliwość zwalczania okrętów podwodnych przy użyciu stacji hydrolokacyjnej i dwóch wyrzutni bomb głębinowych. Trałowce te miały 60 metrów długości, wyporność ok. 600 ton i prędkość maksymalną ok. 15 węzłów.
Wszystkie jednostki stacjonowały wpierw w Dywizjonach Trałowców na Helu, a następnie przeniesiono je do 12. Dywizjonu Trałowców Bazowych do Świnoujścia. Okręty te zostały wycofane w latach od 1987 do 1990. Wyjątkiem był ORP Tur przebudowany na okręt badawczy w 1978, który służył do 1991.

## Opis

### Opis ogólny
Okręty były dużymi, pełnomorskimi trałowcami. Długość całkowita wynosiła 59 metrów (54 metry na konstrukcyjnej linii wodnej), szerokość 8,7 metra i zanurzenie 2,3 metra. Wykonany ze stali, całkowicie spawany kadłub jednostki podzielony był na jedenaście przedziałów wodoszczelnych (od dziobu): I – forpik i magazyn, II – komora łańcuchowa i magazyn żywności, III – pomieszczenia mieszkalne i służbowe oraz magazyny, IV – zbiorniki i pomieszczenia załogi, V – komora amunicyjna, VI – mechanizmy pomocnicze, VII – maszynownia, VIII – magazyny i komora amunicyjna, IX – wały napędowe i pomieszczenia załogi, X – magazyn trałowy i XI – maszyna sterowa i magazyny: chemiczny i mundurowy. W przebiegającym niemal na całej długości kadłuba dnie podwójnym mieściły się zbiorniki paliwa, wody i zęzy. Pod podwyższonym pokładem dziobowym znajdowały się kolejno: magazyn farb, urządzenie kotwiczne, jadalnia oficerska, kabiny oficerów i pomieszczenia podoficerskie. W dalszej części nadbudówki znajdowały się pomieszczenia mechanizmów radiotechnicznych, kambuz, przewody kominowe, pomocniczy generator prądotwórczy oraz bęben kabloliny trału elektromagnetycznego. Dwuipółkondygnacyjna nadbudówka dziobowa mieściła pomieszczenie dowódcy, kabinę szyfrów, kabiny radio, pomieszczenie operatorskie urządzeń radiotechnicznych, sterówkę, kabinę nawigacyjną ze stanowiskiem operatora sonaru oraz, na szczycie, zadaszone stanowisko dowodzenia i wysoki, trójpodporowy maszt z antenami radarów i reflektorem. Wyporność standardowa wynosiła 549 ton, zaś pełna 608 ton.

### Napęd
Napęd stanowiły dwa nawrotne, turbodoładowane czterosuwowe silniki wysokoprężne 9D o łącznej mocy 2200 koni mechanicznych (KM), poruszające dwiema śrubami nastawnymi WRSz. Maksymalna prędkość wynosiła 15 węzłów (maks. 8,3 węzła podczas trałowania). Zasięg wynosił 2100 Mm przy prędkości 15 węzłów, 3500 Mm przy 10 węzłach i 1500 Mm z trałem przy prędkości 10 węzłów. Autonomiczność okrętu wynosiła 7 dób.

### Uzbrojenie i wyposażenie
Uzbrojenie artyleryjskie stanowiły dwa podwójne zestawy działek przeciwlotniczych W-11M kalibru 37 mm L/70, umieszczone na pokładzie dziobowym i łodziowym, z zapasem 1000 sztuk amunicji na lufę. Donośność praktyczna wynosiła 7000 metrów (pozioma), zaś pułap zwalczania samolotów wynosił około 4000 metrów. Na pokładzie łodziowym, po obu stronach komina umieszczono dwa podwójne zestawy działek automatycznych 2M-3M kal. 25 mm L/112, z łącznym zapasem amunicji wynoszącym 2000 naboi. Na nadbudówce dziobowej znalazły się dwa podwójne stanowiska wielkokalibrowych karabinów maszynowych 2M-7 kal. 14,5 mm L/89, z zapasem 2000 sztuk amunicji na lufę.
Broń ZOP stanowiły dwa miotacze bomb głębinowych BMB-2 z zapasem 10 bomb głębinowych B-1. Ponadto okręty posiadały dwa tory minowe, na których mogły przenosić 10 min typu KB-3 lub 16 wz. 08/39.
Wyposażenie trałowe projektu 254M stanowiły dwa kontaktowe z nożycami MKT-1, jeden trał elektromagnetyczny TEM-52M i dwa akustyczne BGAT. Wyposażenie radioelektroniczne obejmowało system rozpoznawczy „swój-obcy” typu Kremnij-2 (składający się z urządzenia nadawczego Fakieł-MZ i odbiorczego Fakieł-MO), radiostację UKF R-609, nadajnik KF R-644, odbiornik KF R-671, odbiornik pełnozakresowy R-675, radionamiernik ARP-50-1,2M, sonar Tamir-11, radar obserwacji ogólnej Lin-M i system radionawigacji Rym-K, składający się ze stacji odbiorczej Nr 4 i urządzenia Koordinator. Jednostki wyposażone były też w wyrzutnie dla 8 świec dymnych MDSz, windę kablową o uciągu 800 kG, żurawik trałowy o udźwigu 5,8 tony, 10-wiosłową łódź okrętową i tratwy ratunkowe.

## Wersje
- projekt 254 – podstawowa wersja produkcyjna
- projekt 254K – modernizacja wersji podstawowej wyposażona w nowy zestaw wyposażenia trałowego i stację radiolokacyjną
- projekt 254M – ulepszony zestaw trałów umożliwiający trałowanie min na większej głębokości